# Pannessières
Pannessières település Franciaországban, Jura megyében. Lakosainak száma 448 fő (2022. január 1.). Pannessières Lavigny, Baume-les-Messieurs, Chille, Lons-le-Saunier, Perrigny és Le Pin községekkel határos.

## Népesség
A település népességének változása:
| Lakosok száma | 433  | 479  | 505  | 446  | 461  | 474  | 483  | 488  | 474  | 448  |
|               | 1968 | 1982 | 1990 | 2006 | 2013 | 2015 | 2017 | 2019 | 2020 | 2022 |